# Saint-Christol (Hérault)
Saint-Christol (okzitanisch Sant Cristòu) ist eine Ortschaft und eine Commune déléguée in der französischen Gemeinde Entre-Vignes mit 1.445 Einwohnern (Stand: 1. Januar 2022) im Département Hérault in der Region Okzitanien. Die Einwohner werden Saint-Christolais genannt.
Die Gemeinde Saint-Christol wurde am 1. Januar 2019 mit Vérargues zur Commune nouvelle Entre-Vignes zusammengeschlossen. Sie gehörte zum Arrondissement Montpellier und zum Kanton Lunel.

## Geografie
Saint-Christol liegt etwa zwanzig Kilometer ostnordöstlich von Montpellier. Umgeben wird Saint-Christol von den Nachbargemeinden Boisseron im Norden, Saint-Sériès im Osten und Nordosten, Vérargues im Osten, und Südosten, Lunel-Viel im Süden und Südosten, Saint-Geniès-des-Mourgues im Südwesten sowie Restinclières im Westen.

## Bevölkerungsentwicklung
| 1962                      | 1968 | 1975 | 1982 | 1990  | 1999  | 2006  | 2013  |
| ------------------------- | ---- | ---- | ---- | ----- | ----- | ----- | ----- |
| 665                       | 682  | 681  | 815  | 1.076 | 1.215 | 1.335 | 1.429 |
| Quelle: Cassini und INSEE |      |      |      |       |       |       |       |

## Sehenswürdigkeiten
- Kirche Saint-Christophe aus dem 19. Jahrhundert
- Uhrenturm